# Альстранд, Эрик
Эрик Мелькер Альстранд (швед. Erik Melker Ahlstrand; род. 14 октября 2001, Хальмстад) — шведский футболист, полузащитник клуба «Санкт-Паули» и сборной Швеции.

## Клубная карьера
Начинал заниматься футболом в клубе «Лейкин» из Хальмстада. В 10-летнем возрасте перебрался в главную команду города — «Хальмстад», где прошёл путь от детской команды до основной. 20 декабря 2018 года подписал с командой свой первый профессиональный контракт. С 2019 года стал привлекаться к тренировкам с основой. 16 февраля провёл первую игру за клуб в рамках группового этапа кубка Швеции с «Эстерсундом», выйдя в основном составе. 2 апреля впервые сыграл в Суперэттане. Альстранд вышел в стартовом составе на гостевую игру с «Йёнчёпингс Сёдра». Не отметившись голевыми действиями, на 84-й минуте уступил место Юнатану Сведбергу. 25 мая забил первый гол, поучаствовав в разгроме «Дегерфорса». По итогам сезона 2020 года «Хальмстад» занял первую строчку в турнирной таблице и заработал повышение в классе на будущий год. 18 апреля 2021 года во втором туре нового чемпионата против «Сириуса» Альстранд дебютировал в чемпионате Швеции.

## Карьера в сборных
Выступал за юношеские сборные Швеции. 25 апреля 2017 года дебютировал в сборной до 17 лет на товарищеском турнире. Альстранд вышел в стартовом составе на матч с Бельгией, который завершился разгромным поражением 1:6.

## Клубная статистика
| Выступление      | Выступление      | Выступление      | Лига | Лига | Кубки | Кубки | Конт. кубки | Конт. кубки | Итого | Итого |
| Клуб             | Лига             | Сезон            | Игры | Голы | Игры  | Голы  | Игры        | Голы        | Игры  | Голы  |
| ---------------- | ---------------- | ---------------- | ---- | ---- | ----- | ----- | ----------- | ----------- | ----- | ----- |
| Хальмстад        | Суперэттан       | 2019             | 24   | 2    | 3     | 0     | 0           | 0           | 27    | 2     |
| Хальмстад        | Суперэттан       | 2020             | 26   | 0    | 2     | 0     | 0           | 0           | 28    | 0     |
| Хальмстад        | Аллсвенскан      | 2021             | 8    | 0    | 3     | 0     | 0           | 0           | 11    | 0     |
| Хальмстад        | Итого            | Итого            | 58   | 2    | 6     | 0     | 0           | 0           | 64    | 2     |
| Всего за карьеру | Всего за карьеру | Всего за карьеру | 58   | 2    | 6     | 0     | 0           | 0           | 64    | 2     |